# Якубик, Аркадиуш
Аркадиуш Якубик (пол. Arkadiusz Jakubik; род. 14 января 1969 года, Стшельце-Опольске, ПНР) — польский актёр театра и кино, театральный режиссёр и музыкант.

## Биография
Родился 14 января 1969 года в Стшельце-Опольске. Ещё в детстве сыграл несколько эпизодических и второстепенных ролей в кино. В 1992 году окончил Вроцлавскую высшую театральную школу являющуюся филиалом Академии театральных искусств имени Станислава Выспяньского. С 1993 по 1994 годы выступал в варшавском Оперном театре. В 1997—2000 годах актёр театра Рампа в Варшаве. С 1993 года преподаёт актёрское мастерство. С 2008 является вокалистом известной польской рок-группы Dr Misio. Как актёр известен благодаря многократному сотрудничеству с известным польским режиссёром Войцехом Смажовским.

## Личная жизнь
Аркадиуш Якубик женат на актрисе Агнешке Матысек, двое сыновей Ян и Якуб.

## Избранная фильмография
- 1996 Экстрадиция 2 — бандит
- 2004 Свадьба — Ян Яноха
- 2008 В добре и в зле —сценарист Оскар
- 2009 Плохой дом —Эдвард Шродань
- 2014 Песни пьющих — «Террорист»
- 2016 Волынь — Мацей Скиба
- 2018 Клир —ксёндз Анджей Кукула
- 2020 В густом лесу —инспектор Мацей Йорк